# 에디 고메즈
에디 고메즈(Eddie Gómez, 1944년 10월 4일 ~ )는 1966년부터 1977년까지 빌 에번스 트리오와의 작업으로 유명한 푸에르토리코 산투르세에서 태어난 재즈 콘트라베이스 연주자이다.